# 坂井一将
坂井 一将（さかい かずまさ、1990年2月13日 - ）は、日本の男子バドミントン選手。日本ユニシス実業団バドミントン部所属。

## 経歴
トヨタ自動車の実業団でバドミントンをプレーしていた父親のもとに生まれる。金沢市立森山町小学校、金沢市立鳴和中学校、金沢市立工業高校卒業。高校卒業後に金沢学院クラブに所属。同クラブで3年間プレーした。2011年4月16日付で日本ユニシスに移籍。
2017年には、日本ランキング1位となった
。

## 主な成績
国内大会
| 年   | 大会               | 種目 | 成績 | Name     |
| ---- | ------------------ | ---- | ---- | -------- |
| 2010 | 全日本社会人選手権 | MS   | 3    | 坂井一将 |
| 2011 | 全日本社会人選手権 | MS   | 3    | 坂井一将 |
| 2014 | 全日本社会人選手権 | MS   | 1    | 坂井一将 |
| 2014 | 全日本総合選手権   | MS   | 3    | 坂井一将 |

国際大会
| 年   | 大会                             | 種目 | 成績 | Name     |
| ---- | -------------------------------- | ---- | ---- | -------- |
| 2011 | USオープン                       | MS   | 3    | 坂井一将 |
| 2012 | 大阪インターナショナルチャレンジ | MS   | 1    | 坂井一将 |
| 2012 | ロシアオープン                   | MS   | 1    | 坂井一将 |